# Tekken Advance
Tekken Advance (鉄拳アドバンス Tekken Adobansu?) es un videojuego de lucha desarrollado por Eighting y publicado por Namco para Game Boy Advance. Este no está dentro de la trama de Tekken, puesto que no sigue la historia y está basado solamente en Tekken 3.

## Jugabilidad
La jugabilidad en Tekken Advance es similar al de otros juegos de la serie, pero debido a su naturaleza portable, deja entradas simplificadas o quitadas en conjunto. Utiliza un sistema de una sola entrada, con el botón A para puñetazos, para patadas el botón B, y los disparadores izquierdos y derechos usados para cambiar y empujar, respectivamente. 
A pesar de la simplificación, Tekken Advance introduce nuevos mecánicos así como antiguos, implementando una amplia gama en la ejecución de “aturdir” las variaciones tales como “aturdimientos repentinos”, “aturdir arrugando” y aturdimientos de derecho/izquierda.
Cuenta con varios modos entre ellos esta:
ARCADE
VS BATTLE
TIME ATTACK
SURVIVAL
TAG BATTLE
VS TAG BATTLE
PRACTICE
El modo vs battle se juega mediante el cable link con otro usuario  y el  modo tag battle se juega con varios 2 vs 2 o 3 vs 3.
Tekken Advance es también el segundo juego de la serie en utilizar la característica de cambios que primero fue introducido en Tekken Tag Tournament.

## Personajes
El juego cuenta con la mayoría de los personajes iniciales de Tekken 3, con las excepciones de Eddy Gordo y Lei Wulong. Gun Jack, que se pudo desbloquear en Tekken 3, es jugable desde el principio, siendo Heihachi Mishima el único personaje desbloqueable y jefe final en lugar de Ogre.
- 01  Yoshimitsu
- 02   Ling Xiaoyu
- 03  Nina Williams
- 04   Forest Law
- 05  Gun Jack
- 06  Hwoarang
- 07  Heihachi Mishima
- 08  Jin Kazama
- 09  Paul Phoenix
- 10  King II

## Recepción
Tekken Advance ha recibido críticas generalmente positivas. Recibió un 8.5 sobre 10 de IGN, y un 8 sobre 10 de GameSpot que dice "Se ve y se siente lo suficientemente parecido a su contraparte como para tener éxito". GameSpy le dio una puntuación mucho más favorable con 88 sobre 100, calificándolo de un juego impresionante para Game Boy Advance. Electronic Gaming Monthly le dio una puntuación mediocre de 5.83 sobre 10. Nintendo Power le dio al juego un 3.5 sobre 5.
Tekken Advance quedó en segundo lugar en el premio anual "Mejores gráficos en Game Boy Advance" de GameSpot, que fue para Yoshi's Island: Super Mario Advance 3.